# 6157 Prey
A 6157 Prey (ideiglenes jelöléssel 1991 RX2) a Naprendszer kisbolygóövében található aszteroida. Lutz Schmadel és Freimut Börngen fedezte fel 1991. szeptember 9-én.